# 金壽根

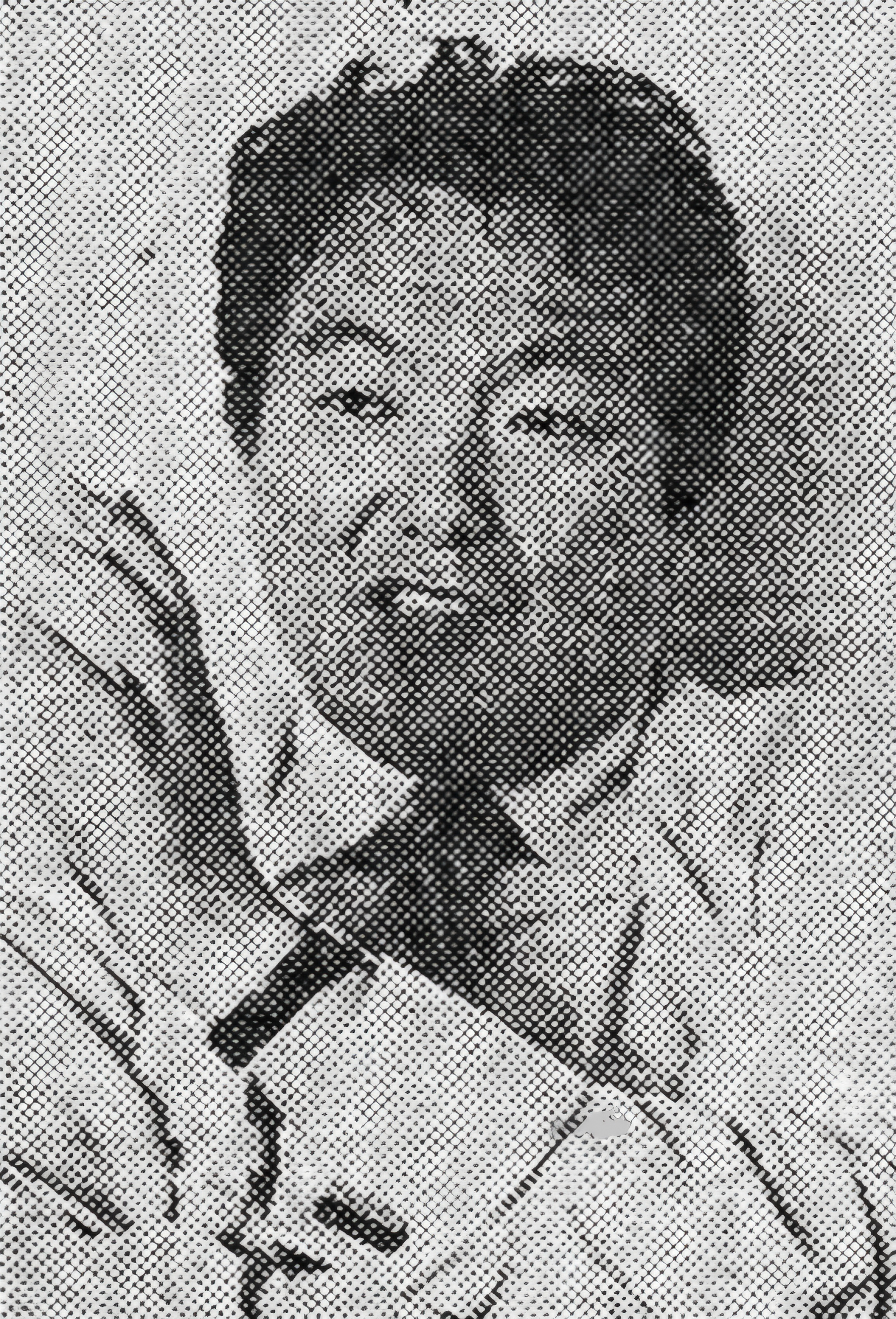
1971年当時の金壽根

金 壽根 (キム・スグン、김수근、1931年2月20日 - 1986年6月14日) は、大韓民国の建築家、都市計画家。金重業（1922-1988）と共に韓国近代建築の巨匠と称される。

## 経歴
- 咸鏡北道清津生まれ。
- 1946年 建築学専攻の米軍兵士と接し、建築家を志す。
- 1950年 ソウル大学校建築学科に入学するが、朝鮮戦争勃発により、釜山へ避難。
- 1951年4月 ソウル大学校を朝鮮戦争のため2年次に中退した後、日本に渡り、早稲田大学編入が決まるが、入学費を払えず断念。
- 1954年 東京藝術大学入学(吉村順三に師事)。
- 1958年 東京藝術大学建築科卒業。在学中は松田平田建築設計事務所で実務を学ぶ。同年、矢島道子と結婚。東京大学大学院進学(高山英華研究室に所属。隣の丹下健三研究室には磯崎新が居り友人となる)。
- 1959年　韓国国会議事堂建築設計競技に当選(なお、この設計案は1961年に起きた朴正煕らによる軍事クーデターのため実現せず)
- 1960年 東京大学大学院修士課程修了。
- 1961年 帰国し、金壽根建築研究所 (空間社の前身) を創設。
- 1961年 弘益大学講師
- 1961年 国家推薦作家
- 1962年 東京大学大学院博士課程修了。
- 1966年 弘益大学副教授
- 1969年 人間環境計画研究所開設
- 1970年 ソウル国民大学造形学部学部長
- 1972年 国家建設部国立公園制定委員
- 1974年 国土建設総合計画審議会委員
- 1976年 韓国建築家協会会長
- 1976年 韓国文化勲章
- 1977年 UIA常任理事
- 1979年 文化財委員
- 1979年 イタリア政府カバリエ勲章
- 1986年 ソウル大学病院で肝臓癌のため他界。

## 評価
生涯に韓国内に200以上の建物を設計し、代表作として、ソウル蚕室総合運動場 (1977年)、空間社屋(1978年)、馬山聖堂(1979年)、国立清州博物館(1986年)などが挙げられる。
金は1966年に韓国で初めての建築・芸術総合誌である月刊『空間』を創刊し、1972年には空間舍廊を建立して文化活動の場所として開放した。また弘益大学校や建国大学校、国民大学校で教鞭をとった。これらの活動を通して多様な芸術活動を支援し、芸術運動を展開した。このことは、1977年に『タイム』誌上でソウルのロレンツォ・デ・メディチと評されることとなる。空間社出身の門下には柳杰(유걸,1940-)、金洹(김원,1943-)、閔賢植(민현식,1946-)、承孝相(승효상,1952-)、金炳允(김병윤,1952-)、金栄俊(김영준,1960-)などがいる。

## 主な作品
- 韓国日報社(1962年)
- 扶余博物館(1967年)
- 大阪万博韓国館(1970年)
- 韓国文化芸術振興院公演会館(1977年)
- 京東教会(1980年)

大阪万博では韓国館を担当。1971年、フランス・ポンビドーセンター国際設計競技、1975年、ソウル市庁舎設計競技に参加。

### 都市計画
- 1967年　霊泉・南大門地区再開発計画
- 1968年　汝矣島綜合開発計画
- 1969年　新進自動車豊平工場団地綜合計画
- 1972年　内蔵山国立公園開発計画
- 1972年　雪嶽山国立公園開発計画
- 1972年　金剛山地域観光開発計画
- 1973年　国立公園基本施設計画策定
- 1973年　G.M.Korea住居団地計画
- 1973年　俗離山国立公園開発計画
- 1975年　エクバダン'75テヘランアパート団地
- 1976年　アルボーズ'76テヘランアパート団地
- 1976年　馬山梁各洞住居団地綜合計画
- 1976年　テヘラン西部都市シャヤド地区再開発計画
- 1977年　南大門市場再開発計画